# 羅世
羅 世（ら せい、1319年 - 1397年）は、高麗末期に倭寇の討伐で功を挙げた武将である。官職は「海道元帥」。元代に高麗へ帰化した漢人である。1380年に鎮浦口に上陸した倭寇500隻を、高麗の派遣した沈徳符・崔茂宣らとともに撃退し、勝利した。これは、倭寇と高麗との歴史上最大規模の戦闘といわれる。